# Box Canyon-Amistad
Box Canyon-Amistad és una concentració de població designada pel cens dels Estats Units a l'estat de Texas. Segons el cens del 2000 tenia 76 habitants.

## Demografia
Segons el cens del 2000, Box Canyon-Amistad tenia 76 habitants, 43 habitatges, i 23 famílies. La densitat de població era de 7,3 habitants per km².
Dels 43 habitatges en un 2,3% hi vivien nens de menys de 18 anys, en un 48,8% hi vivien parelles casades, en un 2,3% dones solteres, i en un 46,5% no eren unitats familiars. En el 46,5% dels habitatges hi vivien persones soles el 18,6% de les quals corresponia a persones de 65 anys o més que vivien soles. El nombre mitjà de persones vivint en cada habitatge era d'1,77 i el nombre mitjà de persones que vivien en cada família era de 2,43.
Per edats la població es repartia de la següent manera: un 3,9% tenia menys de 18 anys, un 1,3% entre 18 i 24, un 9,2% entre 25 i 44, un 50% de 45 a 60 i un 35,5% 65 anys o més.
L'edat mediana era de 61 anys. Per cada 100 dones de 18 o més anys hi havia 108,6 homes.
La renda mediana per habitatge era de 20.833 $ i la renda mediana per família de 24.688 $. Els homes tenien una renda mediana de 38.750 $ mentre que les dones 39.167 $. La renda per capita de la població era de 19.721 $. Cap de les famílies i el 15,5% de la població estaven per davall del llindar de pobresa.

## Poblacions més properes
El següent diagrama mostra les poblacions més properes.